# Чемпионат мира по подводному ориентированию 1973
1-й чемпионат мира по подводному ориентированию проводился в СФРЮ на Омнадинском озере близ Локве (в 53 км к востоку от Риеки) с 10 по 17 сентября 1973 года.

## Участники
В чемпионате приняли участие спортсмены 15 стран.

## Медалисты

### Мужчины

#### М-курс
1 Петер Вайк (СССР)
2 Сергей Тарасов (СССР)
2 Александр Салмин (СССР)
3 Имант Компус (СССР)

#### Ориентиры 5 точек
1 Александр Салмин (СССР)
2 Петер Вайк (СССР)
3 Сергей Тарасов (СССР)

#### Комбинация
1 Александр Салмин (СССР)
2 Петер Вайк (СССР)
3 Сергей Тарасов (СССР)

#### Команда
1 Югославия
2 Болгария
3 СССР

### Женщины

#### М-курс
1 Илла Раудик (СССР)
2 Надежда Турукало (СССР)
3 Шульц (ГДР)

#### Ориентиры 5 точек
1 Надежда Турукало (СССР)
2 Илла Раудик (СССР)
3 Светлана Меншикова (СССР)

#### Комбинация
1 Надежда Турукало (СССР)
2 Илла Раудик (СССР)
3 Светлана Меншикова (СССР)

#### Команда
1 СССР
2 ГДР
3 ЧССР